# Ahuatla, Quimixtlán
Ahuatla är en ort i Mexiko.   Den ligger i kommunen Quimixtlán och delstaten Puebla, i den sydöstra delen av landet, 210 km öster om huvudstaden Mexico City. Ahuatla ligger 1 966 meter över havet och antalet invånare är 455.
Terrängen runt Ahuatla är kuperad österut, men västerut är den bergig. Ahuatla ligger nere i en dal. Runt Ahuatla är det ganska tätbefolkat, med 65 invånare per kvadratkilometer. Närmaste större samhälle är Rafael J. García, 2,8 km väster om Ahuatla. I omgivningarna runt Ahuatla växer i huvudsak blandskog.